# Cylindrothecium floridanum
Cylindrothecium floridanum là một loài rêu trong họ Entodontaceae. Loài này được Duby mô tả khoa học đầu tiên năm 1875.